# 布恩 (密蘇里州)
布恩（英語：Boone）是位於美國密蘇里州富蘭克林縣的鬼鎮。

## 歷史
布恩的郵局於1851年設立，其後於1907年停運。

## 地理
布恩所處的海拔為高於海平面256米（即840英呎），而該地所採用的時區為UTC-6，即北美中部時區（CST）。同時該地設有夏令時間，為UTC-6調快一小時，即UTC-5（CDT）。